# خوليو ألفاريز ديل فايو
 خوليو ألفاريز ديل فايو  (بالإسبانية: Julio Álvarez del Vayo)‏ (1890 مدريد - 1975 جنيف) سياسي وصحفي وكاتب اشتراكي إسباني.
درس القانون في جامعة مدريد وجامعة بلد الوليد، ثم درس الدكتوراه في كلية لندن للاقتصاد. انضم لحزب العمال الاشتراكي الإسباني في سن صغيرة جدًا، وكتب لصحف لا ناسيون الأرجنتينية وإليبرا وإلسول الإسبانية، والغارديان البريطانية، كما زار الولايات المتحدة والجبهات الأوروبية خلال الحرب العالمية الأولى و الاتحاد السوفيتي خلال عمله كصحفي. وفي عام 1930، ساعد في التخطيط لانتفاضة مسلحة ضد الملكية. وبعد إعلان الجمهورية الثانية، عين سفيرًا لدى المكسيك ثم الاتحاد السوفياتي، وبعد ذلك انتخب عضوًا في البرلمان الإسباني، وانضم للجناح الثوري بقيادة فرانسيسكو لارجو كاباليرو.
خلال الحرب الأهلية الإسبانية، شغل عدة مناصب سياسية في جانب الجمهوريين، فقد أصبح وزيرًا للخارجية مرتين، ومندوبًا لدى عصبة الأمم ومفوضًا عامًا للجيش. بعد غزو فرانسيسكو فرانكو لكتالونيا، وعلى الرغم من أن غالبية الزعماء الجمهوريين قرروا البقاء في فرنسا، إلا أنه عاد إلى المنطقة الخاضعة للجمهوريين، وقاد المعارك الأخيرة ضد قوات فرانكو، وفي النهاية هرب على متن طائرة أقلعت من مونوفار.
عاش بعد ذلك منفيًا في المكسيك والولايات المتحدة وسويسرا. تطرّف ديل فايو في مواقفه السياسية وطرد من الحزب الاشتراكي، فأسس اتحاد الاشتراكيين الإسبان القريب جدًا من الحزب الشيوعي الإسباني، والتي اندمجت في الجبهة الوطنية الثورية المناهضة للفاشية (FRAP).